# Batteriuria
Per batteriuria si vuole intendere la presenza di batteri nelle urine. È positiva per un valore superiore a 105 per mL.

## Tipologia e sintomatologia
Se il prelievo è avvenuto per via percutanea mediante ago sterile, si considera positivo anche il campione che presenta una concentrazione batterica inferiore.
Può essere
- contaminazione batterica, dovuta a errori del metodo di raccolta: concentrazione batterica < 105 per mL;
- asintomatica, scoperta per caso, con sedimento urinario normale: necessita di trattamento solo nelle gravide, nei bambini, in caso di ostruzione (prostata);
- sintomatica: infezione urinaria, sempre accompagnata da leucocituria (tranne i casi di leucocituria asettica);[2]

Se si ha una sintomatologia anche in presenza di batteriuria < 105 per mL, il campione è da considerarsi attendibile e patologico.
Un'infezione dell'uretra è da distinguersi da un'infezione delle alte vie urinarie, data la sterilità di queste per rapporto all'abbondante flora presente nel meato uretrale esterno; per cause anatomiche la frequenza di batteriuria positiva è maggiore nelle donne (l'uretra femminile è corta e prossima alla regione anale); circa il 5% delle donne adulte hanno una batteriuria asintomatica: infatti una donna su due soffre almeno una volta nella vita di cistite, che risulta essere la causa più frequente di assenza sul lavoro.
Il 30% delle donne incinte con batteriuria asintomatica non trattata sviluppano, durante la gravidanza una pielonefrite acuta.
Nell'adulto i periodi più suscettibili alle infezioni urinarie sono la gravidanza e il puerperio. Nelle donne la prevalenza aumenta con l'età, mentre nell'uomo le infezioni sono dovute soprattutto a cause ostruttive (più spesso di natura prostatica).
In caso di manovre strumentali e chirurgiche, il rischio di infezione urinaria nosocomiale acquisita è elevata, e sale a circa il 4% al giorno in caso di catetere vescicale transuretrale.